# Херхвайлер
Херхвайлер (нем. Herchweiler) — община в Германии, в земле Рейнланд-Пфальц. 
Входит в состав района Кузель. Подчиняется управлению Кузель.  Население составляет 560 человек (на 31 декабря 2010 года). Занимает площадь 2,85 км².